# Динозаврик
«Динозаврик» — советский мультфильм, выпущенный в 1982 году киностудией «Беларусьфильм».

## Сюжет
Сказка о жадном Мурлокотаме и добром Динозаврике.

## Съёмочная группа
| Режиссёр-постановщик | Татьяна Житковская                                                                                                |
| Автор сценария       | Ю. Савин |
| Оператор-постановщик | Юрий Мильтнер |
| Художник-постановщик | Татьяна Житковская, О. Гридина                                                                                    |
| Мультипликатор       | Юрий Бутырин |
| Композитор           | Владимир Кондрусевич                                                                                              |
| Текст песен          | Олег Белоусов |
| Роли озвучивали      | Василий Ливанов — Мурлокотам, Вера Кавалерова — Динозаврик, Владимир Пичугин, Георгий Сичкарь, Регина Домбровская |
| Художники            | В. Бобровский, Валерий Козлов, Е. Марченко, А. Горулёв                                                            |
| Звукооператор        | Виктор Морс |
| Редактор             | В. Гончарова |
| Директор             | Леонарда Зубенко                                                                                                  |